# Topčić Polje
Topčić Polje (en cyrillique : Топчић Поље) est un village de Bosnie-Herzégovine. Il est situé sur le territoire de la ville de Zenica, dans le canton de Zenica-Doboj et dans la fédération de Bosnie-et-Herzégovine. Selon les premiers résultats du recensement bosnien de 2013, il compte 1 221 habitants.

## Géographie
Le village est situé à la confluence du Starinski potok et de la Bosna, un affluent de la Save.

## Démographie

### Évolution historique de la population dans la localité
| 1948 | 1953 | 1961 | 1971 | 1981 | 1991  | 2013  |
| ---- | ---- | ---- | ---- | ---- | ----- | ----- |
| -    | -    | 596  | 876  | 991  | 1 257 | 1 221 |

|  |

### Communauté locale
En 1991, la communauté locale de Topčić Polje comptait 2 517 habitants, répartis de la manière suivante :